# 港貿中心

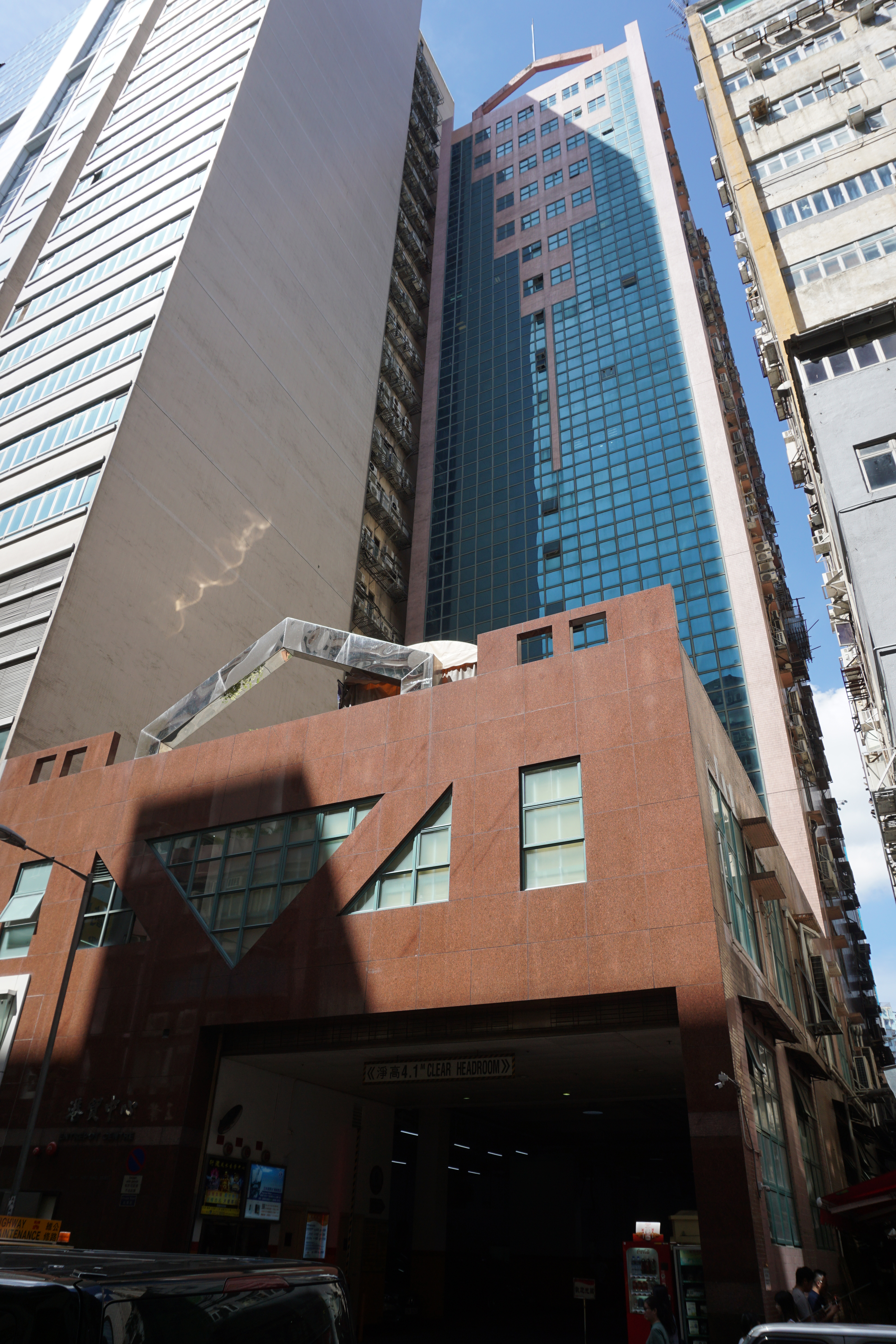
港貿中心

港貿中心位於香港九龍觀塘巧明街117號，為一商業大廈。由新鴻基地產興建，於1995年落成。由於該大廈與創紀之城五期連接，故在上班日子吸引大量上班一族使用港貿中心來往巧明街。
該大廈電梯大堂之前採用雲石為主要設計，但在創紀之城五期開幕後，新鴻基地產把電梯大堂（來往巧明街的通道）翻新，換上了與創紀之城五期一樣的地磚。
本大廈的商戶大多為批發行業，吸引市民到那裏參觀及選購鋼琴、燕窩等。

## 圖片庫
- 巧明街入口處
- 1樓通道（2013年）
- 1樓電梯大堂
- 8樓電梯大堂
- 港貿中心16樓商戶指示牌